# Puerto Sánchez
Puerto Sánchez o también conocido como Puerto Eulogio Sánchez es un pequeño pueblo ubicado junto a la ribera norte del Lago General Carrera, que depende administrativamente de la comuna de Río Ibáñez, Provincia General Carrera, Región de Aysén, Chile.

## Historia
Puerto Sánchez tiene su nacimiento como pueblo minero.
Con la apertura de la Carretera Austral la localidad pudo conectarse vía Navegable y terrestre.
Actualmente se está tramitando en la Municipalidad, poder legislar este sector como un pueblo, debido a que los trámites legales solo los avalan como terrenos municipales, sin tener terrenos de uso de bien público.
Actualmente este pequeño pueblo cuenta con Posta de salud Rural, Escuela Rural María Antonieta Parra, Bomberos, Sede Comunitaria, Sede del Club Adultos Mayores "Años Dorados".

## Economía local
Puerto Sánchez basa su economía en la actividad ganadera ovina y bovina y en los últimos años se han incorporado la actividad turística.
Los servicios en la localidad son reducidos, contando con una iglesia, escuela rural, posta rural y algunos servicios de camping.
Desde Puerto Sánchez se puede acceder a las Cavernas de Mármol en Isla Panichine tras unos 15 a 20 minutos en lancha.
Desde Puerto Sánchez también se puede acceder a través de servicios turísticos lacustres a Puerto Cristal y a la Catedral y Capillas de Mármol, ubicados en la rivera de Puerto Río Tranquilo. 

## Conectividad y Transporte
Hasta hace algunos años la única vía de acceso a Puerto Sánchez era la navegación a través del Lago General Carrera desde Puerto Tranquilo el que duraba cerca de 15 minutos en lancha, a partir del año 2000 se construyó un camino que bordea el Lago desde la localidad de Puerto Murta en un trayecto de 25 kilómetros.
En esta localidad posee conectividad aérea a través del Aeródromo Puerto Sánchez.
Dentro de las conexiones digitales la localidad solo cuenta con 4G señal Entel.